# Angina stabile
L'angina stabile  o angina cronica da sforzo è un tipo di angina, caratterizzata da un dolore toracico secondario ad attacchi di ischemia miocardica acuta transitoria evocabili e stabili nel tempo. Nella sua forma cronica è la forma più frequente di angina pectoris.
Nei paesi ad alto tasso di cardiopatia ischemica l'angina ha una prevalenza di 30 000-40 000 casi ogni milione di abitanti: la prevalenza aumenta proporzionalmente all'età. La terapia dell'angina cronica prevede non solo la stabilizzazione e il rallentamento della malattia coronarica, ma guarda anche al contenimento della sintomatologia e conseguentemente alla qualità della vita. Gli strumenti a disposizione dei cardiologi sono in genere dei test che si debbono somministrare ai pazienti per seguire la patologia in evoluzione: è stato approntato un nuovo test di valutazione semplice ed efficace denominato Cardiotest ANMCO.

## Eziologia
Il meccanismo patogenetico è in genere rappresentato dalla placca aterosclerotica che riduce il lume delle arterie coronarie e da un fattore scatenante, come un aumento improvviso della richiesta di ossigeno del miocardio, con conseguente diminuzione della perfusione del muscolo cardiaco.

## Fattori di rischio
Aumentano il rischio l'uso abituale di sigarette, obesità e ipertensione arteriosa.
Un ridotto apporto di sangue al cuore può dipendere anche da spasmi coronarici importanti, non sempre determinati da episodi particolarmente stressanti. La sintomatologia e gli effetti farmacologici sono però uguali. Ovviamente tali episodi non sono in alcun modo prevedibili.

## Terapia
In una persona affetta da angina stabile, il primo obiettivo è quello di prevenire l'infarto miocardico acuto, oltre ai consigli medici di seguire una dieta e di evitare il fumo, si somministrano farmaci quali l'acido acetilsalicilico, ma soprattutto l'uso di nitroglicerina in via sublinguale.

L'Ivabradina agisce selettivamente sulla corrente “If” (the cardiac pacemaker 'funny' current), le cellule specializzate situate nel nodo del seno che ne controllano la depolarizzazione spontanea del nodo del seno e che regolano la frequenza
cardiaca, un fattore importante per la prevenzione e il trattamento dell'angina. È un farmaco per somministrazione orale, derivato del verapamil, che permette di controllare selettivamente la frequenza cardiaca e in modo specifico, agendo limitatamente sul nodo del seno. Non presenta quindi gli effetti indesiderati classici degli altri farmaci, come broncospasmo, riduzione della contrattilità del miocardio, della conduzione del sistema cardiaco o della resistenza vascolare coronarica.

## Qualità di vita
Nella valutazione della qualità di vita dei soggetti affetti da patologie croniche vi sono spesso difficoltà nella raccolta dati, che dovrebbero contenere degli indicatori obbiettivi necessari per valutare l'efficacia di una terapia e degli indicatori soggettivi, che dovrebbero indicare il grado di benessere e di soddisfazione dei pazienti.
È quindi fondamentale raccogliere sia informazioni generiche sul profilo di salute che notizie più precise, in quanto così possiamo definire meglio l'efficacia del trattamento e la sua ricaduta sul paziente. Recentemente è stato approntato un test con il patrocinio dell'ANMCO, che può essere utilizzato negli ambulatori di specialistica e di medicina generale, con lo scopo di rilevare la presenza di sintomi anginosi con poche e semplici domande.
Il Test prevede solo quattro domande con risposte no - si a cui si attribuisce un punteggio da "0" per il no, sino a "3" per il sì:
1) Tende a valutare la presenza di angina negli ultimi tre mesi
- per sforzi lievi (vestirsi o lavarsi) - 3 punti
- camminare in piano o piccoli lavori quotidiani - 2 punti
- per sforzi di intensità moderata-severa (salire le scale, camminare a passo di marcia) - 1 punto

2) Presenza di dolore retrosternale o oppressione nell'ultimo mese
- maggiore frequenza più che in passato - 2 punti
- diversi episodi negli ultimi 15 giorni - 3 punti

3) Assunzione di nitrati sub-linguali durante i sintomi - 2 punti
4) Assunzione dei vasodilatatori negli ultimi 15 giorni - 3 punti
Se il punteggio è maggiore o uguale a 3, i sintomi non sono controllati ed è quindi necessaria una rivalutazione cardiologica.